# Orinomana galianoae
Espèce
Orinomana galianoae est une espèce d'araignées aranéomorphes de la famille des Uloboridae.

## Distribution
Cette espèce est endémique de la province de Catamarca en Argentine,.

## Description
La femelle holotype mesure 3,36 mm.

## Étymologie
Cette espèce est nommée en l'honneur de María Elena Galiano.

## Publication originale
- Grismado, 2000 : Dos nuevas especies del género Orinomana Strand de Argentina (Araneae, Uloboridae). Physis, Revista de la Sociedad Argentina de Ciencias Naturales, Sección C, vol. 57, p. 97-100.